# Västergötlands runinskrifter 90

Runinskrift Vg 90 är ristad på en runsten som står på en mindre ås i Torestorp norr om Falköping i Håkantorps socken, Västergötland. 
Torestorpsstenen som den kallas av tradition, står omnämnd i ett brev skrivet av Magnus Ladulås år 1287 som gränsmärke mellan Gudhems kloster och Håkantorps by och anses därmed litterärt sett vara den första, kända av alla svenska runstenar.

## Stenen
Runstenen består av ljusgrå sandsten och är 210 cm hög, 130 cm bred och 20 cm djup och den har en mindre skada i överkanten. Ornamentiken uppvisar ett mycket enkelt, kristet kors och runorna är placerade i en hästskoformad bandslinga. Stenen står på en sandkulle som blivit nedschaktad av jordbruk, samt bygget av den intilliggande vägen. Bakom runstenen finns en grävd grop och strax väster om denna går en gammal hålväg (Raä: Håkantorp 42:1).
Återupprest 1870. Stenen står rest på en sandkulle som är nedschaktad åt alla håll genom odling, täkt och väg och kan därigenom likna en fornlämningsresten. Kullen är troligen dock helt naturlig. Uppmålad 1975.

## Inskriften
Translitterering av runraden:
burþiʀ × sati × stin × þonsi × iftiʀ × h(i)--o × sun × sin × harþa × kuþan × trik ×
Normalisering till runsvenska:
Broðiʀ satti stæin þannsi æftiʀ hi--o, sun sinn, harða goðan dræng.
Översättning till nusvenska:
Broder satte denna sten efter Hi..o, sin son, en mycket god ung man
Lägg märke till att första ordet är felstavat. Bokstaven r och o har blivit omkastade. Samme ristare har troligen även ristat Vg 85. Namnet Broder finns på andra runinskrifter i Skåne och på Bornholm.

## Stenens historia
Runstenen restes någon gång under tusentalet första hälft och stod väl synlig för alla de som passerade på vägen som gick mellan vägskälen i Torbjörntorp och Håkantorp. Den står omnämnd i ett brev skrivet av Magnus Ladulås år 1287 och beskrivs då vara en skiljesten på ägogränsen mellan Gudhems kloster och Håkantorps by.
Under någon av Magnus De la Gardies och J. Hadorph antikvariska resor 1669 och 1671 undersöktes stenen. De hade med sig de två ritarna E. Brenner och P. Thörnwall. Ett av Hadorphs träsnitt av runstenen finns återgivet i boken Monumenta av Johan Peringskiöld.
År 1742 undersöktes runstenen av A. H. Wranger. Han noterade då att det var en grävd grop direkt bakom stenen och ansåg att det förmodligen varit någon fattig bonde som försökt gräva fram de skatter, som enligt en sägen skulle finnas i kullen.
År 1860 försökte G. Brusewitz hitta runstenen men misslyckades. Två år senare fann P. A. Säve stenen med hjälp av lokalbefolkningen. Den var enligt Säve "omkullgrävd"  och "löst liggande på marken". Senare blev stenen restaurerad av H. Werner och några ortsbor.

## Legenden om kung Rundske

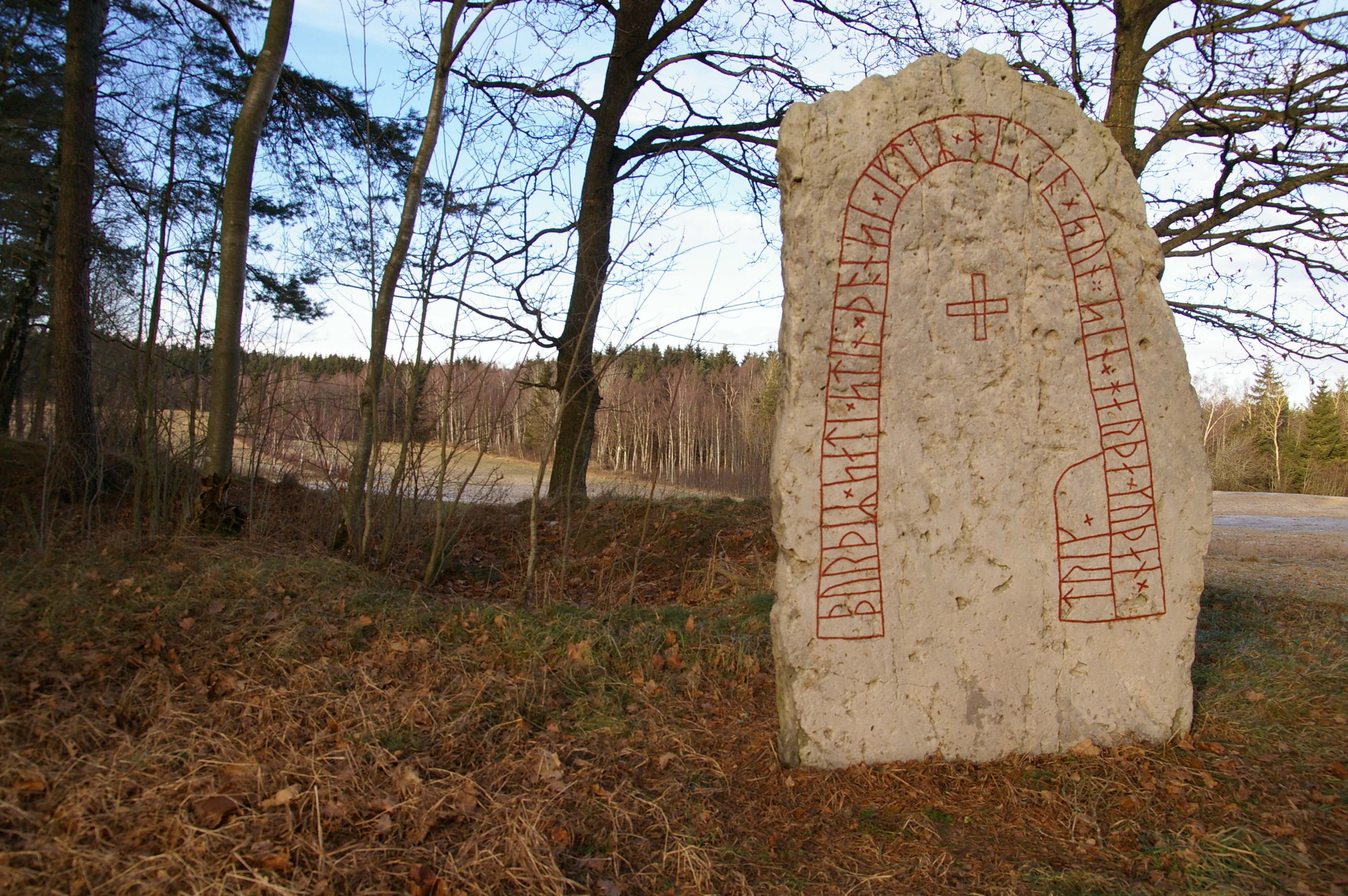
Här syns gropen som någon grävt för att komma åt kung Rundskes skatt.

Enligt en lokal sägen ska en kung vid namn Rundske blivit begravd i en "gravhög" vid namn Runhall och en runsten restes över honom. Den som klarade av att läsa de mystiska runorna skulle finna kung Rundskes skatt.
En dag fick en bonde för sig att gräva fram skatten. Varje torsdagskväll gick han bort till Runhall och grävde. Den tredje kvällen uppenbarade sig en jätte, som gav bonden så mycket prygel, att han spottade blod i en hel månad. Historien är nedtecknad av H. Wranger.
Nu är den lilla åsen som runstenen står på ingen gravhög. Den som grävde under stenen riskerade inte bara att bli pryglad av en jätte, utan riskerade även att råka ut för ett mer verkligt hot, att bli krossad av en cirka två ton tung runsten som kunde slå igen likt en råttfälla.